# أندرو براون (مؤلف)
أندرو براون (بالإنجليزية: Andrew Brown) )؛ روائي جنوب أفريقي.